# Filippo Vastavillani
Filippo Guastavillani (ur. 28 września 1541 w Bolonii – zm. 17 sierpnia 1587 w Rzymie) – włoski duchowny rzymskokatolicki, kamerling w latach 1584–1587, kardynał od 1587, siostrzeniec papieża Grzegorza XIII.
Jego nazwisko jest niekiedy latynizowane jako Vastavillani.

## Życiorys
W latach 1571–1576 był senatorem w Bolonii. W 1574 jego wuj Grzegorz XIII mianował go kardynałem diakonem, a następnie gubernatorem Spoleto (1578) i Ankony (1578–1587). Pełnił funkcje opiekuna sanktuarium maryjnego w Loreto (od 1580) oraz komendatariusza opactwa Nonantola (od 1582). Kamerling Świętego Kościoła Rzymskiego od maja 1584, w tej roli uczestniczył w konklawe 1585.
Zmarł w Rzymie i został pochowany w kościele SS. XII Apostoli.